# Islanda ai Giochi della XXVIII Olimpiade
L'Islanda partecipò ai Giochi della XXVIII Olimpiade, svoltisi ad Atene, Grecia, dal 13 al 29 agosto 2004, con una delegazione di 26 atleti impegnati in cinque discipline.

## Delegazione
| Sport            | Uomini | Donne | Totale |
| ---------------- | ------ | ----- | ------ |
| Atletica leggera | 1      | 1     | 2      |
| Ginnastica       | 1      | -     | 1      |
| Nuoto            | 3      | 4     | 7      |
| Pallamano        | 15     | -     | 15     |
| Vela             | 1      | -     | 1      |
| Totale           | 21     | 5     | 10     |

## Risultati

### Atletica leggera
| Q | Qualificato al turno successivo per la Classifica in qualificazione                                                          |
| q | Qualificato per il turno successivo per ripescaggio o, negli eventi su campo, conquistando la misura minima per qualificarsi |

Prove multiple – Decathlon
| Atleta              | Evento    | 100 m | Salto in lungo | Getto del peso | Salto in alto | 400 m | 110 m ostacoli | Lancio del disco | Salto con l'asta | Lancio del giavellotto | 1500 m | Finale | Classifica |
| ------------------- | --------- | ----- | -------------- | -------------- | ------------- | ----- | -------------- | ---------------- | ---------------- | ---------------------- | ------ | ------ | ---------- |
| Jón Arnar Magnússon | Risultato | 11"05 | 7,12           | 14,98          | dns           | —     | —              | —                | —                | —                      | —      | dnf    | dnf        |
| Jón Arnar Magnússon | Punti     | 850   | 842            | 788            | 0             | —     | —              | —                | —                | —                      | —      | dnf    | dnf        |

Eventi sul campo
| Atleta                | Evento           | Qualificazioni | Qualificazioni | Finale   | Finale     |
| Atleta                | Evento           | Distanza       | Classifica     | Distanza | Classifica |
| --------------------- | ---------------- | -------------- | -------------- | -------- | ---------- |
| Þórey Edda Elísdóttir | Salto con l'asta | 4,40           | 10ª q          | 4,55     | 5ª         |

### Ginnastica

#### Ginnastica artistica
Maschile
Individuale
| Atleta              | Evento               | Qualificazione | Qualificazione | Qualificazione | Qualificazione | Qualificazione | Qualificazione | Qualificazione | Qualificazione | Finale          | Finale          | Finale          | Finale          | Finale          | Finale          | Finale          | Finale          |
| Atleta              | Evento               | Attrezzo       | Attrezzo       | Attrezzo       | Attrezzo       | Attrezzo       | Attrezzo       | Totale         | Posizione      | Attrezzo        | Attrezzo        | Attrezzo        | Attrezzo        | Attrezzo        | Attrezzo        | Totale          | Posizione       |
| Atleta              | Evento               | CL             | C              | A              | V              | P              | S              | Totale         | Posizione      | CL              | C               | A               | V               | P               | S               | Totale          | Posizione       |
| ------------------- | -------------------- | -------------- | -------------- | -------------- | -------------- | -------------- | -------------- | -------------- | -------------- | --------------- | --------------- | --------------- | --------------- | --------------- | --------------- | --------------- | --------------- |
| Rúnar Alexandersson | Concorso individuale | 8.700          | 9.737          | 9.162          | 8.887          | 9.312          | 9.000          | 54.798         | 35º            | non qualificato | non qualificato | non qualificato | non qualificato | non qualificato | non qualificato | non qualificato | non qualificato |
| Rúnar Alexandersson | Cavallo              | N.D.           | 9.737          | N.D.           | N.D.           | N.D.           | N.D.           | 9.737          | =6º Q          | N.D.            | 9.725           | N.D.            | N.D.            | N.D.            | N.D.            | 9.725           | 7º              |

### Nuoto
Maschile
| Atleta                 | Evento            | Batteria  | Batteria   | Semifinale      | Semifinale      | Finale          | Finale          |
| Atleta                 | Evento            | Risultato | Classifica | Risultato       | Classifica      | Risultato       | Classifica      |
| ---------------------- | ----------------- | --------- | ---------- | --------------- | --------------- | --------------- | --------------- |
| Örn Arnarson           | 50 m stile libero | 23"84     | 54º        | non qualificato | non qualificato | non qualificato | non qualificato |
| Jakob Jóhann Sveinsson | 100 m rana        | 1'02"97   | 23º        | non qualificato | non qualificato | non qualificato | non qualificato |
| Jakob Jóhann Sveinsson | 200 m rana        | 2'15"60   | 21º        | non qualificato | non qualificato | non qualificato | non qualificato |
| Hjörtur Már Reynisson  | 100 m farfalla    | 55"12     | 42º        | non qualificato | non qualificato | non qualificato | non qualificato |

Femminile
| Atleta                     | Evento             | Batteria  | Batteria   | Semifinale      | Semifinale      | Finale          | Finale          |
| Atleta                     | Evento             | Risultato | Classifica | Risultato       | Classifica      | Risultato       | Classifica      |
| -------------------------- | ------------------ | --------- | ---------- | --------------- | --------------- | --------------- | --------------- |
| Ragnheiður Ragnarsdóttir   | 50 m stile libero  | 26"36     | 31ª        | non qualificata | non qualificata | non qualificata | non qualificata |
| Ragnheiður Ragnarsdóttir   | 100 m stile libero | 58"47     | 40ª        | non qualificata | non qualificata | non qualificata | non qualificata |
| Íris Edda Heimisdóttir     | 100 m rana         | 1'15"35   | 40ª        | non qualificata | non qualificata | non qualificata | non qualificata |
| Kolbrún Ýr Kristjánsdóttir | 100 m farfalla     | 1'02"33   | 31ª        | non qualificata | non qualificata | non qualificata | non qualificata |
| Lára Hrund Bjargardóttir   | 200 m misti        | 2'22"00   | 27ª        | non qualificata | non qualificata | non qualificata | non qualificata |

### Pallamano
| Squadra            | Torneo          | Girone               | Girone               | Girone               | Girone                | Girone               | Girone | Finale 9º posto      | Pos. |
| Squadra            | Torneo          | Avversario Risultato | Avversario Risultato | Avversario Risultato | Avversario Risultato  | Avversario Risultato | Pos.   | Avversario Risultato | Pos. |
| ------------------ | --------------- | -------------------- | -------------------- | -------------------- | --------------------- | -------------------- | ------ | -------------------- | ---- |
| Nazionale maschile | Torneo maschile | Croazia P 30–34      | Spagna P 23–31       | Slovenia V 30–25     | Corea del Sud P 30–34 | Russia P 30–34       | 5ª     | Brasile V 29–25      | 9ª   |

### Vela
Maschile
| Atleta             | Evento | Regata | Regata | Regata | Regata | Regata | Regata | Regata | Regata | Regata | Regata | Regata | Punteggio netto | Classifica finale |
| Atleta             | Evento | 1      | 2      | 3      | 4      | 5      | 6      | 7      | 8      | 9      | 10     | M*     | Punteggio netto | Classifica finale |
| ------------------ | ------ | ------ | ------ | ------ | ------ | ------ | ------ | ------ | ------ | ------ | ------ | ------ | --------------- | ----------------- |
| Hafsteinn Geirsson | Laser  | 28     | 36     | 42     | 36     | 35     | r      | 39     | 38     | 40     | 35     | 15     | 344             | 40º               |